# Лес Сантес

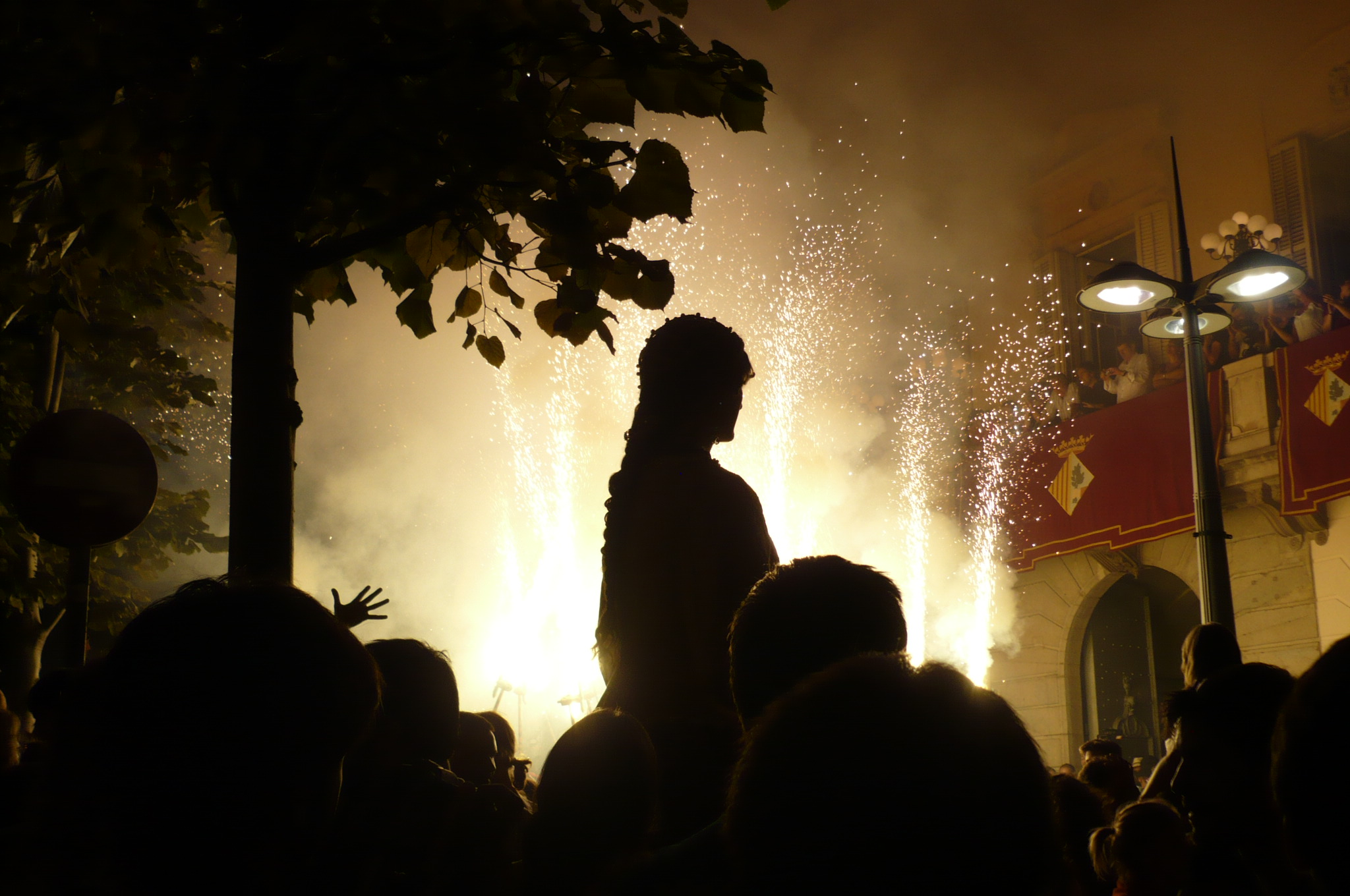
Фото одного з «гегантів» на коррефок

41°32′00″ пн. ш. 2°27′00″ сх. д. / 41.5333° пн. ш. 2.45° сх. д.
Лес Сантес (кат. Les Santes) — найбільший фестиваль у місті Матаро, Іспанія. Відзначається щороку з 25 по 29 липня. Урочистості включають комедійні шоу, живу музику, феєрверки та типові елементи каталонських фестивалів, такі як коррефоки та «геганти».
У 2010 році він отримав визнання «Фестивалю спадщини національного інтересу» урядом Каталонії.